# Ara niebieskogłowa
Ara niebieskogłowa (Primolius couloni) – gatunek średniej wielkości ptaka z rodziny papugowatych (Psittacidae), zamieszkujący Amerykę Południową. Narażony na wyginięcie. Nie wyróżnia się podgatunków.

## Występowanie
Gatunek ten zamieszkuje wschodnie Peru, zachodnią Brazylię oraz północno-zachodnią Boliwię.

### Środowisko
Zamieszkuje lasy deszczowe. Zazwyczaj spotykana jest na obszarach częściowo otwartych, takich jak obrzeża lasów wzdłuż rzek i polany oraz na zadrzewionych obszarach przekształconych przez człowieka. Występuje także na obszarach bagiennych.

## Morfologia
Ara niebieskogłowa osiąga około 40–41 cm długości. Waży około 207–294 g. W upierzeniu dominuje zielony. Głowa jest niebieska z niebieskoszarym kantarkiem. Ogon jest brązowoczerwony z niebieskimi krawędziami. Lotki są niebieskie. Brak widocznego dymorfizmu płciowego. Młode są podobne do dorosłych z krótszym ogonem.

## Pożywienie
Żywią się głównie nasionami, owocami, orzechami i roślinami zielonymi.

## Rozmnażanie
Niewiele jest wiadomo na temat rozmnażania się tych ptaków na wolności. Młode osobniki są obserwowane w kwietniu. Samica składa w drzewie 2–4 jaja.

## Status
Międzynarodowa Unia Ochrony Przyrody (IUCN) od 2009 roku uznaje arę niebieskogłową za gatunek narażony na wyginięcie (VU – Vulnerable). Liczebność populacji żyjącej na wolności w 2007 roku szacowano na 9200 – 46 000 dorosłych osobników; jej trend ocenia się jako malejący.
Gatunek ten nie był zagrożony wyginięciem do XXI wieku. W 2004 roku został zmieniony jego status z najmniejszej troski (LC – Least Concern) na bliski zagrożenia (NT – Near Threatened). Rok później ara niebieskogłowa została uznana za gatunek zagrożony (EN – Endangered). W 2006 roku liczebność populacji szacowano na 1000–2500 osobników, jednak później szacunki te uznano za zaniżone, stąd w 2009 roku zmieniono jej status na narażony na wyginięcie.
Zagrożenie dla ar niebieskogłowych stanowi między innymi handel dzikimi ptakami. Środowisko, w którym żyją, podlega niszczeniu, jednak gatunek ten wykazuje na to tolerancję.
Gatunek ten jest ujęty w I załączniku konwencji waszyngtońskiej (CITES).